# Gerhard Reuter (Pharmazeut)
Gerhard Reuter (* 15. Februar 1929 in Ehrenfriedersdorf; † 22. Juli 2017 in Jena) war ein deutscher pharmazeutischer Biologe.

## Leben
Gerhard Reuter studierte an der Universität Leipzig und promovierte dort. Ab 1966 lehrte er an der Friedrich-Schiller-Universität Jena Pharmakognosie. Er war zunächst von 1970 bis 1992 Professor für Mikrobielle Biochemie und ab 1992 Professor für Pharmazeutische Biologie. An der Universität Jena beteiligte er sich am Aufbau des Pharmazie-Studiengangs. Sein Forschungsschwerpunkt lag im Bereich der industriellen Produktion von Arzneimitteln und Pflanzenschutzmitteln durch Mikroorganismen. 1996 wurde Reuter pensioniert. Er war Ehrenmitglied der Deutschen Pharmazeutischen Gesellschaft. Im Jahr 2004 wurde er mit dem Verdienstkreuz am Bande geehrt.